# 诺斯人

八至十一世紀諾斯移民的分布地圖，亦即其貿易和劫掠路線。

諾斯人（或），又称诺曼人（意为“北方人”），主要指居住在北歐中部與南部的人。他們分布於現今荷蘭、法羅群島、英國、冰島、芬蘭、愛爾蘭、俄羅斯、加拿大、格陵蘭、法國、烏克蘭、愛沙尼亞、拉脫維亞、立陶宛、波蘭和德國等地。

## 著名的北歐人
- 藍牙哈拉爾
- 紅鬍子艾瑞克
- 萊夫·艾瑞克森
- 金髮哈拉爾

## 外部連結
- HowStuffWorks.com – Norsemen（页面存档备份，存于）

1. ↑  諾曼人 （页面存档备份，存于）//中華民國教育部. 重編國語辭典修訂本[OL]. 網路6版.
2. ↑  诺曼人 （页面存档备份，存于）[M/OL]//陈至立. 辞海. 7版. 上海:上海辞书出版社,2020[2024].